# تعادل عمومی پویای تصادفی
تعادل عمومی پویای تصادفی مدل‌سازی (به اختصار DSGE یا گاهی SDGE یا DGE) شاخه‌ای از نظریه تعادل عمومی کاربردی است که در اقتصاد کلان معاصر تأثیر زیادی گذاشته‌است. DSGE تلاش می‌کند تا برای کل پدیده‌های اقتصادی مانند رشد اقتصادی، چرخه کسب و کار و اثرات سیاست پولی و سیاست مالی بر اساس مدل اقتصاد کلان که از اصول اقتصاد خرد گرفته شده‌است، توضیحی پیدا کند.
در حالی که مدل‌های سنتی پیش‌بینی اقتصاد کلان در برابر نقد لوکاس آسیب‌پذیر هستند (که ادعا می‌کند اثرات سیاست‌های اقتصادی را نمی‌توان با استفاده از داده‌های تاریخی از یک دوره زمانی که آن سیاست (قواعد بازی) نبوده پیش‌بینی کرد) مدل‌های پایه‌خرُدی(Microfounded Models) حداقل در تئوری این آسیب‌پذیری را ندارند. همچنین، از آنجا که مدل‌های پایه خُردی بر اساس ترجیحات تصمیم سازان در مدل بنا شده‌اند، مدل‌های DSGE از یک معیار طبیعی برای ارزیابی اثرات تغییر سیاست بر رفاه، بهره‌مند هستند (برای بحث در مورد هر دو ببینید Woodford, 2003, pp. 11–12 and Tovar, 2008, pp. 15–16).

## ساختار مدل‌های تعادل عمومی پویای تصادفی
ساختار مدل‌های تعادل عمومی پویای تصادفی (DSGE)مانند دیگر مدل‌های تعادل عمومی، باهدف توصیف رفتار کل اقتصاد و به‌کارگیری تحلیل تعاملات تصمیمات خرد در سطوح مختلف بناشده است. تصمیماتی که در اغلب مدل‌های تعادل عمومی پویای تصادفی مدنظر قرار می‌گیرد، در ارتباط با کمیت‌های کلان موردمطالعه در اقتصاد می‌باشد.

## برای مطالعهٔ بیشتر
- Romer, David (2012). "Dynamic Stochastic General Equilibrium Models of Fluctuations". Advanced Macroeconomics (Fourth ed.). New York: McGraw-Hill Irwin. pp. 312–364. .